# 柳布利內茨
柳布利內茨（烏克蘭語：Люблинець）是烏克蘭西北部沃倫州科韋利區柳布利内茨市镇的市級鎮及其行政中心。該鎮距離科韋利6公里和盧茨克69公里，面積3.05平方公里，2011年人口4,477，人口密度每平方公里1,466人。